# ニャスヴィシュ
ニャスヴィシュ（ベラルーシ語: Нясвіж、ロシア語: Несвиж、ポーランド語: Nieśwież、英語: Nesvizh）は、ベラルーシのミンスク州、ニャスヴィシュ地区にある市。ニャースヴィシュとも表記する。ネスヴィシェとも発音される。この一帯は旧ポーランド・リトアニア共和国領にあたり、16世紀初頭、当地を支配していた裕福なポーランド貴族（シュラフタ）であったラジヴィウ家が支配。当主ニコライがイタリア人建築家を招いて建設した計画都市の街並みが残され、ラジヴィウ家の屋敷で世界遺産に登録されているニャスヴィシュ宮殿がある。